# Conflictrichting
Conflictrichting is een term uit de verkeersregeltechniek. Een conflictrichting is een signaalgroep die conflicterend is met een andere signaalgroep. Deze signaalgroepen mogen niet tegelijkertijd groen zijn. De met elkaar conflicterende signaalgroepen worden in een conflictenmatrix geplaatst.
Er bestaan ook zogenaamde deelconflicten. Dit zijn signaalgroepen die in juridische zin niet conflicterend zijn en dus tegelijkertijd groen mogen zijn, maar waarbij om veiligheidsredenen het wenselijk is dat beide signaalgroepen tegelijkertijd groen worden (zogenaamde gelijkstart), of dat een van de signaalgroepen eerder groen wordt dan de andere (zogenaamde voorstart).